# Fabienne Colling

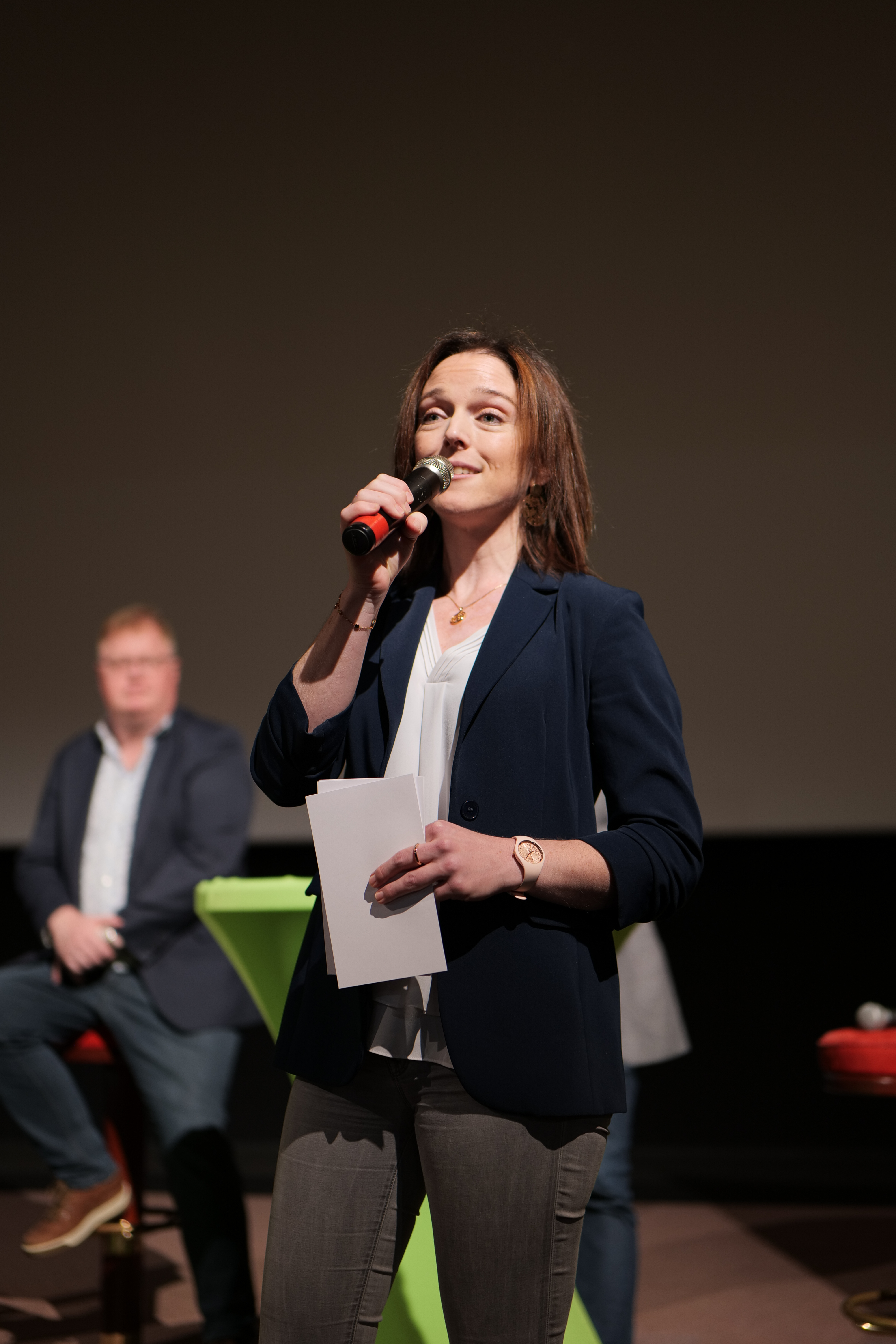
Fabienne Colling (2023)

Fabienne Colling (* 28. September 1985 in Sankt Vith) ist eine belgisch-luxemburgische Unternehmerin und Politikerin der Partei Ecolo. Seit dem 1. Juli 2024 ist sie Mitglied im Parlament der Deutschsprachigen Gemeinschaft in Belgien.

## Leben
2007 erhielt Fabienne Colling ihren Abschluss in Kommunikationswissenschaften an der Katholischen Universität Neulöwen. Nach zwei Jahren im Finanzsektor gründete sie 2009 ihr erstes Unternehmen im Bereich Content-Marketing. Nach mehreren freiwilligen Einsätzen in Auffanglagern entlang der europäischen Grenzen während der Fluchtbewegungen in den Jahren 2015/2016, gründete sie 2016 die Organisation Touchpoints, die Zugezogene in der Unternehmensgründung und Integration auf dem luxemburgischen Arbeitsmarkt begleitet.
2019 engagierte sie sich erstmals bei der belgischen Partei ECOLO. Seit 2023 ist sie Co-Präsidentin der ECOLO Regionalgruppe für Ostbelgien und wurde im Juni 2024 ins Parlament der Deutschsprachigen Gemeinschaft gewählt.
Familie
Fabienne Colling hat drei Kinder.